# Place d’Alliance
Die Place d’Alliance (dt. Bündnisplatz) ist ein Platz im Zentrum der französischen Stadt Nancy.
1983 wurde er gemeinsam mit der Place Stanislas und der Place de la Carrière in die Liste des UNESCO-Weltkulturerbe aufgenommen und steht als Monument historique unter Denkmalschutz.

## Lage
Der Platz liegt rund 150 Meter östlich des zentralen Place Stanislas im Stadtzentrum von Nancy. Der Platz wird von der Rue Girardet, der Rue Guibal und der Rue Lyautey begrenzt.

## Geschichte
Nach dem Schleifen der alten Festungsanlagen befand sich am Ort des heutigen Platzes der Gemüsegarten des Herzogs von Lothringen. Auf Wunsch des ehemaligen polnischen Königs und Herzogs von Lothringen Stanislaus I. Leszczyński erbaute Emmanuel Héré zwischen 1751 und 1753 den neuen Platz. Anfangs wurde der Platz Place royale (dt. Königlicher Platz) genannt, 1756 erhielt er seinen heutigen Namen, der an die Allianz zwischen Frankreich und Österreich-Ungarn erinnern soll, aber auch an den Zusammenschluss der Herzogtümer Bar und Lothringen.
Während der Französischen Revolution wurde der Platz zum Place de la Renommée, dann in Erinnerung an Marie Joseph Chalier zum Place Chalier.

## Architektur
Der Platz ist rechteckig und umfasst eine Fläche von 80 × 60 Metern. Seit 1763 ist der Platz umrahmt von zwei Reihen Lindenbäumen, von denen noch heute einige erhalten sind.

## Brunnen

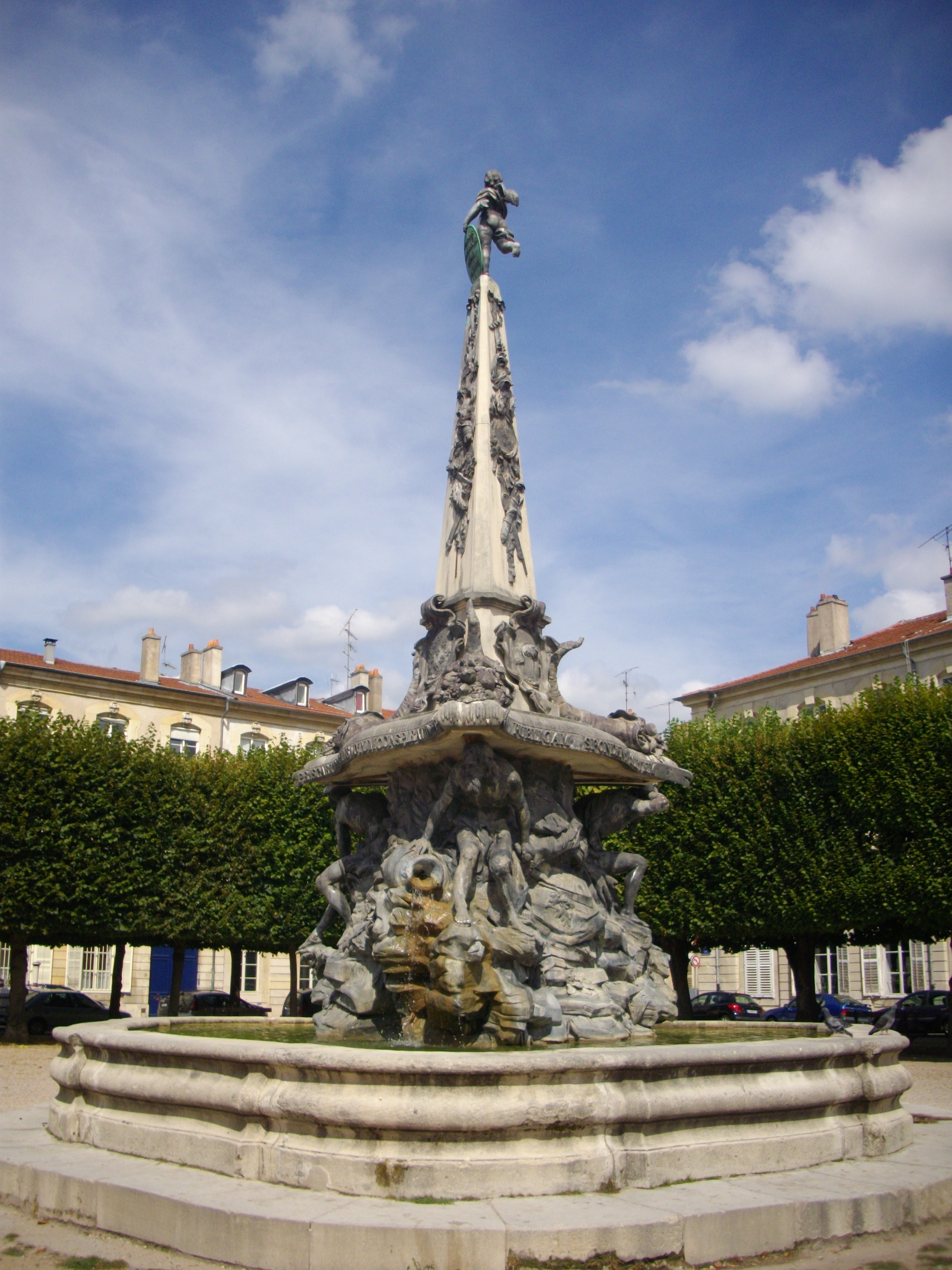
Brunnen von Paul-Louis Cyfflé im Zentrum des Platzes

Der Bildhauer Paul-Louis Cyfflé errichtete auf Wunsch von Herzog Stanislas einen Brunnen, der an die Allianz zwischen Frankreich und Österreich-Ungarn erinnern sollte. Das Bauwerk stand ursprünglich auf dem Place de la Carrière wurde aber bald an seinen heutigen Standort versetzt.
Das unregelmäßig geformte Becken ist annähernd rund. Im Zentrum steht ein massives Felsmassiv. Darauf ruhen drei alte Männer, die die drei Flüsse Schelde, Maas und Rhein symbolisieren und deren Wasser das Becken aufnimmt. Die bärtigen Männer halten eine mächtige Platte auf der drei Füllhörner liegen und in deren Zentrum ein steinerner Obelisk mit Medaillons aufragt, der von einem Engel mit Horn und Schild gekrönt wird.
Am Brunnen sind mehrere lateinische Inschriften zu finden. Auf dem Schild des Engels steht: Perennæ Concordiæ Fœdus Anno 1756 (dt. „Ewiger Konkordatesvertrag von 1756“). Auf dem Rand der Platte finden sich:
- Publicam spondent salutem („Die öffentliche Sicherheit garantiert“); darüber ein Medaillon mit zwei Händen
- Optato vincta discordia nexu („Ersehnt gebunden in Harmonie“); darüber ein Medaillon mit zwei Händen, die mehrere Pfeile halten
- Prisca recensque fides votum conspirat in unum („Alte und neue Treue sind gemeinsamer Wunsch“); darüber ein Medaillon mit dem lothringischen Kreuz und Lilien

## Bebauung

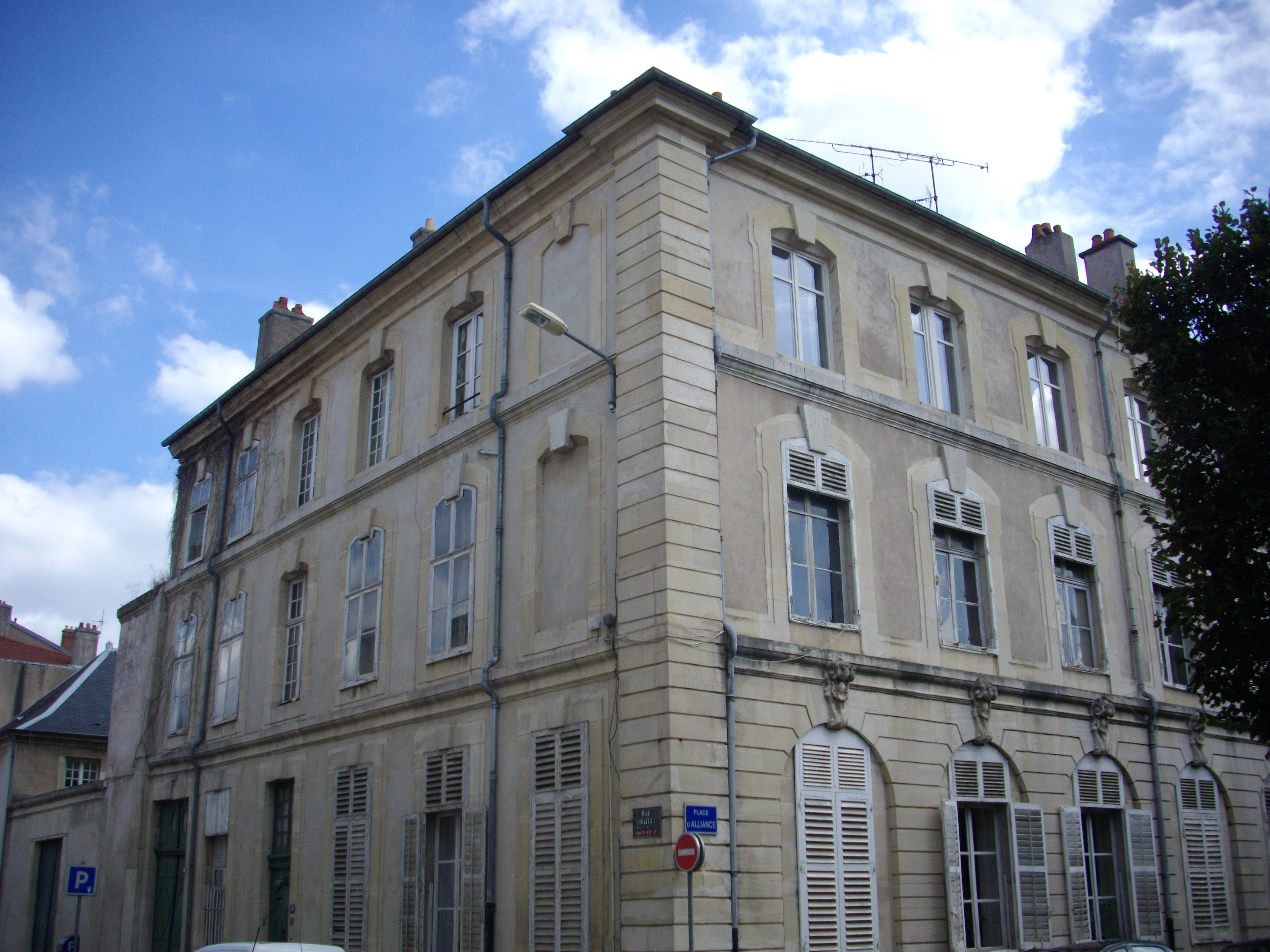
Ein typisches Gebäude in der 10 Rue Lyautey

Der Platz ist von mehreren Stadtpalais (Hôtel particulier) mit einheitlichen Fassaden umgeben, die den Eindruck eines architektonischen Ensembles entstehen lassen. Herzog Stanislas selbst sorgte mit finanzieller Unterstützung dafür, dass die Fassaden einheitlich gestaltet wurden. Zu den ersten Besitzern der Häuser gehörten der Architekt Emmanuel Héré und Richard Mique.
Das Palais an der Place d’Alliance Nr. 2 beherbergte ab 1853 eine Niederlassung der Banque de France bis zum Umzug im Jahr 1880 in die Rue Chanzy. In einem der Häuser residiert heute das Honorarkonsulat von Lettland.

## Denkmalschutz
Der Brunnen ist seit 15. Januar 1925 als Monument historique klassifiziert, der restliche Platz wurde am 25. Februar 1950 unter Denkmalschutz gestellt. Im Dezember 1983 wurde der Platz gemeinsam mit der Place Stanislas und der Place de la Carrière in die Liste des UNESCO-Weltkulturerbes aufgenommen.